# Boissevain (Canada)
Boissevain is een plaatsje in de Canadese provincie Manitoba. Het stadje ligt dich aan de grens met de Verenigde staten en heeft vooral een agricultureel karakter. Boissevain is een enclave in de gemeente Morton.

## Geschiedenis
In de 16e eeuw kwamen de eerste bewoners langs, leden van de Assiniboinestam. De eerste Europeanen volgden niet veel later, rond 1738. De staatsgrens met de Verenigde Staten werd in dit gebied tussen 1873 en 1875 vastgelegd. De grenscommissie werd al spoedig gevolgd door kolonisten uit Ontario die op zoek waren naar landbouwgrond. In 1881 arriveerden de eerste kolonisten uit Groot-Brittannië. De ontwikkeling van Boissevain kreeg een stevige impuls nadat in 1885 een spoorweg het stadje aandeed. Men was er zo blij mee, dat men de oorspronkelijke naam van de plaats ("Cherry Creek") in 1889 veranderde naar de naam van een financier van de spoorwegmaatschappij, de Nederlander Adolphe Boissevain. Sedertdien voert het stadje het familiewapen van de Bossevains en ook het motto ("No fear of the future nor regrets of the past"). Het plaatsje werd in 1906 als stad geïncorporeerd.

## Geografie
Boissevain ligt in een vlakte tussen de Sourisrivier en de Turtle Moutains. De stad beslaat een oppervlakte van 1089,88 km².

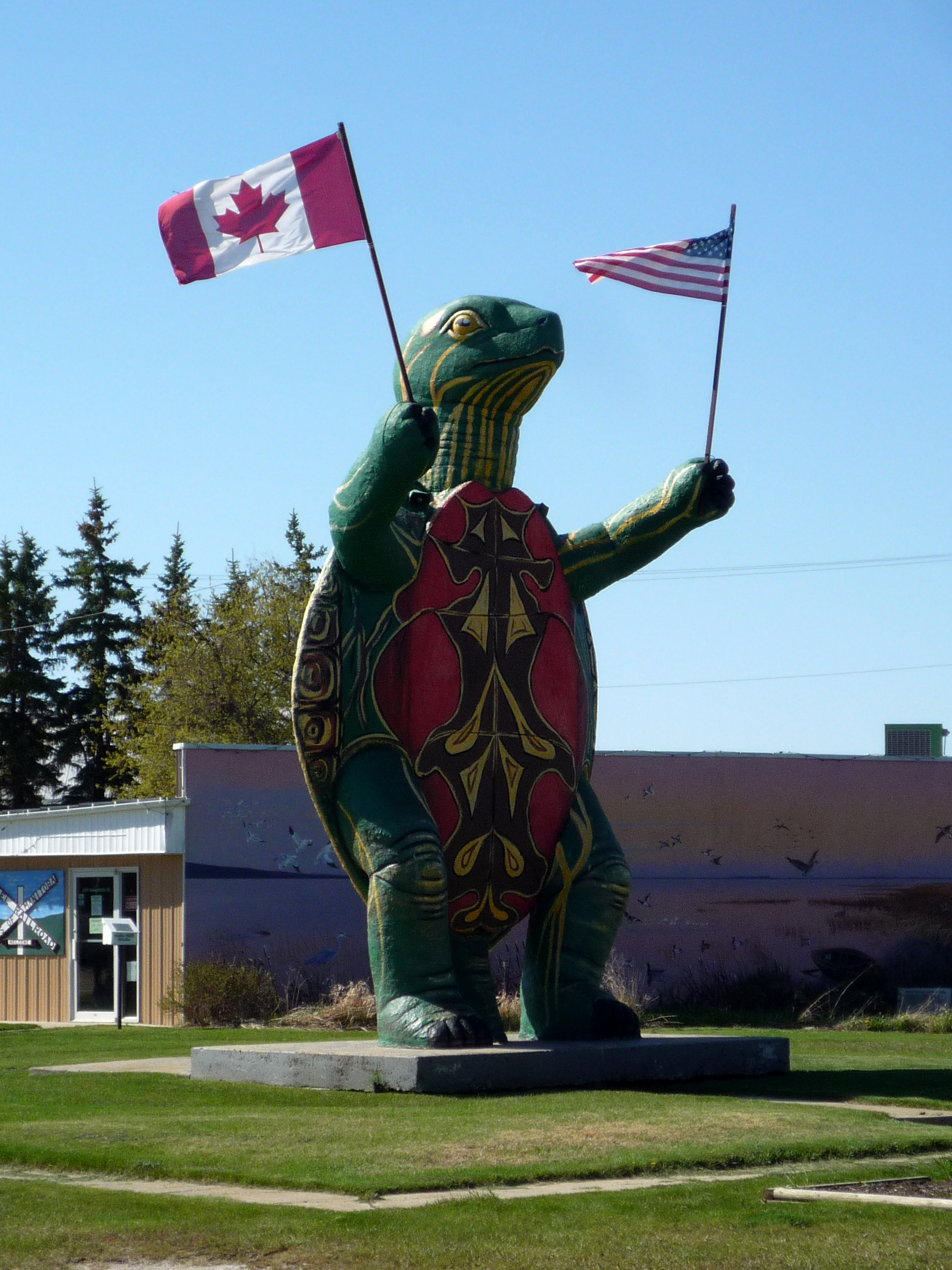
Tommy the Turtle, een enorm standbeeld dat de herinnering aan de schildpadraces die hier tot 2001 gehouden werden levend houdt

In 2006 was het inwonertal 1497